# ديفيد بانر
ديفيد بانر (بالإنجليزية: David Banner)‏ مواليد 11 أبريل 1974 في جاكسون، مسيسيبي، الولايات المتحدة، هو مغني أمريكي بدأ مسيرته الفنية عام 1996. وهو أيضا مغني راب ومنتج أسطوانات وممثل.

## وصلات خارجية
- ديفيد بانر على موقع IMDb (الإنجليزية)
- ديفيد بانر على موقع ألو سيني (الفرنسية)
- ديفيد بانر على موقع ميوزك برينز (الإنجليزية)
- ديفيد بانر على موقع أول موفي (الإنجليزية)
- ديفيد بانر على موقع قاعدة بيانات الأفلام السويدية (السويدية)
- ديفيد بانر على موقع إن إن دي بي (الإنجليزية)
- ديفيد بانر على موقع أول ميوزيك (الإنجليزية)
- ديفيد بانر على موقع ديسكوغز (الإنجليزية)
- ديفيد بانر على موقع قاعدة بيانات الفيلم (الإنجليزية)
- ديفيد بانر على موقع كينوبويسك (الروسية)

- الموقع الإلكتروني